# Погодаева, Мария Петровна
Мария Петровна Погодаева (род. 10 августа 1951, п. Аллах-Юнь, Якутская АССР) — якутский государственный и общественный деятель.

## Биография
В 1982 году окончила биолого-географический факультет ЯГУ по специальности «биология, преподаватель биологии и химии».
Работала ветфельдшером отделения «Победа» совхоза им. Героя СССР Ф. М. Охлопкова, в 1976—1990 годы — в оленеводческом совхозе «Томпонский», заведовала оленеводческой фермой «Сунтарская», состоявшей из 6 стад. Под её руководством оленеводы добивались сохранения взрослого поголовья оленей до 98 %, делового выхода тугутов до 84 %, среднего живого веса до 120 кг; более 99 % мяса сдавалось высшей упитанности.
В 1984—1989 годы — депутат Совета национальностей Верховного Совета СССР (была избрана по Мегино-Кангаласскому избирательному округу № 697).
4 марта 1990 года была избрана народным депутатом Верховного Совета Якутской АССР 12 созыва, являлась председателем постоянной комиссии по вопросам социально-экономического и культурного развития малочисленных народов Севера, членом Президиума Верховного Совета Якутской АССР 12 созыва. Под руководством М. П. Погодаевой комиссия сформировала новое понимание правового регулирования статуса малочисленных народов Севера на республиканском и федеральном уровне. Были сформулированы:
- неотъемлемое право малочисленных народов Севера на владение и пользование землёй и ресурсами, в том числе родовыми и охотничье-рыбопромысловыми угодьями (ст. 42 Конституции Республики Саха (Якутия));
- гарантии прав коренных малочисленных народов (ст. 69 Конституции РФ), в том числе защиты исконной среды обитания и традиционного образа жизни (ст. 72 Конституции РФ).

Комиссия непосредственно участвовала в разработке Закона Республики Саха (Якутия) «О родовой, родоплеменной кочевой общине малочисленных народов Севера» (принят 23 декабря 1992), где община определена в качестве самобытной формы ведения природопользования и хозяйствования народов Севера, обеспечивающей защиту их прав, сохранение территории традиционного расселения с её природными ресурсами (ст. 1).
М. П. Погодаева совместно с председателем комиссии по науке и образованию С. К. Процко инициировала создание Института проблем малочисленных народов Севера СО РАН.
Была одним из инициаторов создания Ассоциации «Оленеводы мира». На учредительном Конгрессе оленеводческих народов мира (1997, Надым) была избрана вице-президентом Ассоциации (до 2009); в настоящее время — советник Ассоциации.
Работала в Департаменте по делам народов и федеративным отношениям Республики Саха (Якутия), в течение 9 лет организовывала Международные семинары Ассоциации «Оленеводы мира» («Устойчивое оленеводство», «Еалат», «Еаллин» и др.), участие в международных мероприятиях представителей оленеводческих народов из числа долган, эвенков, чукчей, юкагиров и эвенов.
Участвовала в работе Всемирной конференции женщин (Пекин, 1995), Международной конференции «Гендерное равноправие и положение женщин в Арктическом регионе» (Инари, Финляндия, 2002); представила доклад о защите традиционных знаний оленеводческих народов на 23-й сессии рабочей группы по коренным народам ООН (Женева, 2005).
Входила в состав Комиссии по государственным наградам при Президенте Республики Саха (Якутия), Координационного совета по поддержке и развитию предпринимательства при Президенте Республики Саха (Якутия). Является председателем Союза оленеводческих народов Республики Саха (Якутия); членом Совета по вопросам коренных малочисленных народов Севера при Главе Республики Саха (Якутия), членом правления Союза родовых общин Республики Саха (Якутия), членом экспертной группы постоянного комитета по делам Арктики и коренных малочисленных народов Севера Государственного Собрания (Ил Тумэн) Республики Саха (Якутия); глава кочевой семейно-родовой общины им. П. Е. Погодаева.

### Семья
Сын — Михаил, заместитель министра по развитию Арктики и делам народов Севера Республики Саха (Якутия).

## Награды
- Почётные грамоты ЦК ВЛКСМ, Якутского обкома КПСС, Совета Министров ЯАССР, обкома ВЛКСМ;
- серебряная медаль ВДНХ СССР;
- Заслуженный работник сельского хозяйства РСФСР (25.3.1987).